# Tommy Cassidy
Tommy Cassidy (Belfast, 18 novembre 1950 – Belfast, 2 agosto 2024) è stato un calciatore e allenatore di calcio nordirlandese, di ruolo centrocampista.

## Carriera

### Nazionale
Con la Nazionale nordirlandese prese parte ai Mondiali 1982.

## Palmarès

### Giocatore

#### Competizioni nazionali
- IFA Premiership: 1

Glentoran: 1969-1970
- County Antrim Shield: 1

Glentoran: 1970-1971
- Coppa di Cipro: 1

APOEL: 1983-1984

#### Competizioni internazionali
- Coppa Anglo-Italiana: 1

Newcastle: 1973

### Allenatore

#### Competizioni nazionali
- Campionato cipriota: 1

APOEL: 1985-1986
- Irish Cup: 1

Glentoran: 1995-1996
- Gold Cup

Glentoran: 1994-1995